# 講談社フライデー事件
講談社フライデー事件（こうだんしゃフライデーじけん）とは、講談社による幸福の科学を批判した報道に関して、幸福の科学が講談社に対して1991年9月に行った一連の抗議行動。一般には「フライデー事件」と呼ばれることもあるが、幸福の科学側の主張によれば、幸福の科学および同教団会員が一連の争議を「講談社フライデー事件」と呼びはじめたことからこの名称が使われだした。また、幸福の科学側では「講談社事件」、「希望の革命」とも呼んでいる。
宗教法人幸福の科学・幸福の科学出版・幸福の科学会員と、講談社・日刊現代社・記事の執筆者の間で多くの訴訟が行われ、最終的に複数の記事の一部に違法性が認められるとともに、幸福の科学の抗議行動についても大川隆法および幸福の科学の指示による業務妨害行為であるとして違法性が認定され、裁判闘争の結果、両者の違法性が認められる結果となった。

## 概要

### 推移
1991年5月、講談社は雑誌『フライデー』『週刊現代』をはじめ系列のメディアで、当時大規模な広告キャンペーンを実施して注目を集めていた宗教法人幸福の科学に対する批判的な記事の出版を開始し、『フライデー』8月23･30日合併号（8月9日発売）の「急膨張するバブル教団『幸福の科学』／大川隆法の野望」をはじめ、批判的な記事の連載を同年11月まで行った。
幸福の科学および代表（当時「主宰」）大川隆法はこうした一連の記事のうち、『フライデー』8月23･30日合併号に掲載された、旧姓中川を名乗る若い大川隆法が東京・墨田区で人生相談をしている者にノイローゼの相談に来たとの内容が虚偽であるとして、名誉棄損で講談社と『フライデー』編集長、および記事の執筆者を告訴するとともに提訴し、その他の『フライデー』の記事や『週刊現代』の記事について同様の訴訟を行った。
また、訴訟の開始前の9月2日から6日までの5日間に、幸福の科学会員は講談社の本社に直接抗議を行なうとともに、社屋近隣での数百名を動員したデモンストレーションや、同社および株式会社日刊現代に対する多量の手紙・電話・ファクス送信による抗議行動を行い、これに対して日刊現代および講談社は幸福の科学による組織的な業務妨害であるとして同教団を相手に告訴・提訴を行った。その後、9月7日から同教団の全国の会員は、当時の有名人会員景山民夫と小川知子を会長・副会長として「講談社フライデー全国被害者の会」を結成し、全国7つの裁判所で「悪意に満ちた記事で信仰心を傷つけられた」として講談社などに損害賠償を請求する提訴を行った。幸福の科学側はこれを「精神的公害訴訟」と呼んで報道被害の実態を告発した。
その他、幸福の科学やその関連会社と、講談社やその関係者間に複数の訴訟が提起され、最終的に、2002年に至るまで係争が続くこととなった。

### 記事の違法性が認定された裁判
一連の民事訴訟のうち、宗教法人幸福の科学が『フライデー』10月4日号（9月20日発売）における記事による名誉毀損を訴えた訴訟では、1998年11月の東京高裁判決において講談社側の裏付け取材の乏しい虚偽の記事の違法性が認定され、判決は確定した。
また『週刊現代』7月6日号（6月24日発売）、9月28日号（9月16日発売）の２つの記事に対する名誉毀損訴訟でも、1999年7月の最高裁判決、差し戻された2000年10月の東京高裁判決で同様の違法性が認定され、これが2001年6月の最高裁決定で確定した。
さらに『フライデー』の中心的執筆者が連載した記事を編集して別の書籍を刊行したことに対して幸福の科学が提起した訴訟では、1996年10月の東京地裁判決で執筆者側の違法性が認められ、判決が確定した。
幸福の科学会員が全国7か所の地方裁判所に起こした訴訟のうち、景山民夫・小川知子2名が名誉毀損を加えて提訴した訴訟においてのみ、東京高裁（1995年10月30日）は、『フライデー』9月27日号（9月12日発売）、同11月8日号（10月25日発売）、『週刊現代』1992年6月6日号（5月25日発売）の3つの記事について違法性が認定され、これが1999年3月の最高裁判決で確定した。
一連の事件のきっかけとされる『フライデー』8月23･30日合併号の記事は違法性を認定されなかった。

### 抗議行動の違法性が認定された裁判
訴訟において幸福の科学は、一連の抗議行動が幸福の科学の指示による組織的動員であることを否認したが、東京地裁（1996年12月20日）は一連の抗議行動の違法性を認定した上で、幸福の科学が大川の意向を受けて抗議活動の展開を決定、会員を招集・扇動、抗議の各作戦を立案し、各支部・各地区に詳細な指示を与えていた事実を認定し、抗議行動は幸福の科学の統一的指揮指令に基づくものであると認められるとした。その上で、言論機関に対する抗議行動を宗教活動と位置づけた大川の講演（9月15日）などから、各抗議行動そのものが幸福の科学の指示若しくは教義に基づく実践行為であり、幸福の科学は民法七一五条に定める使用者責任を負うものとした。講談社の損害額については一審（東京地裁）で1000万円としたが、控訴審（東京高裁）において120万円へ変更、上告審（最高裁第二小法定）は幸福の科学の上告を棄却して判決が確定した。
これは一連の抗議行動が大川隆法および幸福の科学の指示による業務妨害行為であると認めたものであった。

### その他の裁判
一連の反幸福の科学キャンペーンの理論的支柱となっていた宗教学者の島田裕巳が、キャンペーン記事と同趣旨の記事を別の雑誌に発表したことに対し、幸福の科学が提訴した訴訟は1996年11月に島田が幸福の科学に謝罪する内容で、和解が成立した。

## 幸福の科学側が問題とした媒体
幸福の科学側が誹謗・中傷されたと主張する講談社系列のマスコミの記事、
抗議行動前
| - 5月9日発売「スコラ」（子会社のスコラ社）5/23号 - 5月13日発売「週刊現代」5/25号 - 5月31日発売「フライデー」6/14号 - 6月24日発売「週刊現代」7/6号 - 6月24日発売「日刊ゲンダイ」（子会社の株式会社日刊現代）6月25日号 - 6月25日発売「日刊ゲンダイ」（子会社の株式会社日刊現代）6月26日号 - 6月26日発売「日刊ゲンダイ」（子会社の株式会社日刊現代）6月27日号 - 7月5日発売「月刊現代」8月号 | - 7月12日発売「フライデー」7/26号 - 7月19日発売「フライデー」8/2号 - 7月22日発売「週刊現代」8/3号 - 8月5日発売「月刊現代」9月号 - 8月9日発売「フライデー」8/23・30号 - 8月23日発売「フライデー」9/6号 - 8月30日発売「フライデー」9/13号 |

幸福の科学側が誹謗・中傷されたと主張する講談社系列のマスコミの記事、抗議行動後
| - 9月5日発売「月刊現代」10月号 - 9月6日発売「フライデー」9/20号 - 9月10日発売「週刊現代」9/21号 - 9月12日発売「フライデー」9/27号 - 9月16日発売「週刊現代」9/28号 - 9月20日発売「フライデー」10/4号 - 9月23日発売「週刊現代」10/5号 - 9月27日発売「フライデー」10/11号 - 9月30日発売「週刊現代」10/12号 | - 10月4日発売「フライデー」9/20号 - 10月5日発売「月刊現代」11月号 - 10月7日発売「週刊現代」10/19号 - 10月11日発売「フライデー」10/25号 - 10月14日発売「週刊現代」10/26号 - 10月21日発売「週刊現代」11/2号 - 10月25日発売「フライデー」11/8号 - 10月28日発売「週刊現代」10/9号 - 11月5日発売「月刊現代」12月号 - 11月12日発売「フライデー」11/26号 - 1992年5月25日発売「週刊現代」6/6号 |

下線のある記事には虚偽の記載があるとして裁判所が認定した記事。

## 主な抗議行動
以下は裁判の過程で認定された幸福の科学の抗議行動。

### 電話・ファクス
幸福の科学会員らが、9月2日午前8時半ころから6日午後9時ごろまでの間、講談社本社に設置されていた全ての業務用ファクス回線に対して『フライデー』への抗議・社長退陣要求・大川隆法の著作の抜粋等を間断なく送信した。送信されたファクス文書の総量は約55,000通、重量約240キログラムに達した。また講談社本社・各支社に設置されていたほぼ全部の業務用電話回線に対して間断なく電話をかけ、『フライデー』の記事などに対する抗議を行なった。6日以降の電話の内容はほとんど無言電話であった。これらの電話・ファクスによる抗議は講談社の各支社に対しても行なわれ、この間、講談社の電話回線・ファクス回線は業務上の使用が不可能な状態となった。なお日刊現代社はこれらの電話・ファクスによる抗議が日刊現代社に対しても行なわれたとした。

### 講談社本社・支社およびその周辺における抗議
9月2日午前、幸福の科学の教団職員に指揮された会員少なくとも100名以上が講談社本社に集合し、社長に面会を求めて問答を繰り返し、警備員の制止に関わらず社屋内部に侵入した。この後社屋一階の一部を占拠してシュプレヒコールなどを連呼し、講談社取締役とフライデー編集長などが教団職員らと会見することとなった。会員らは、午後再び複数回にわたって講談社担当者に面会を要求し、講談社はこれに応じることを余儀無くされた。この間、講談社構内で数百名の会員が拡声器を使ってシュプレヒコールを繰り返した。
9月3日に講談社が警備を強化して幸福の科学会員らの構内立ち入りを禁止したところ、会員らは社屋前の路上で抗議集会を開いてシュプレヒコールを繰り返し、講談社の担当者は複数回にわたって会員の代表団と会見して要望を聞くことを余儀無くされた。9月4日には講談社本社の正門が閉鎖されていたため、幸福の科学会員らは通用門付近を徘徊し、午前9時過ぎから午後5時頃までの間、構内に出入りする講談社従業員や関係者の顔写真を撮影したり、通用門で「『フライデー』をどう思うか」などとコメントを求めたりして入構を妨害した。写真撮影を避けようと新聞で顔を覆った従業員に対してはその新聞を剥ぎ取るなどした。
講談社本社社屋前の路上における会員らの徘徊や拡声器を用いた抗議、シュプレヒコールの連呼は9月2日から6日まで続けられ、会員らは講談社の各支社に対しても9月2日から5日にかけて多人数で訪問、支社長への面会を求めるとともに社屋内で示威行動や社屋前での抗議集会を行い、シュプレヒコールを繰り返すなどした。

### デモ
9月5日と6日、幸福の科学会員らは株式会社幸福の科学出版の車両に先導される数百名以上のデモ隊を構成し、午前11時半頃、講談社本社前を通過した。会員らは幸福の科学の旗を掲げつつ、講談社を批判する横断幕、『フライデー』廃刊を求めるプラカードを多数使用し、拡声器を用いて抗議文言を反復連呼、また講談社が「ヤクザ」と連携しているなどとするシュプレヒコールなどを行なった。
9月9日午前9時半頃には講談社本社前の歩道に数十名が集合し、プラカードを用いた示威行動、拡声器を用いた要求の連呼などを行った。後に、このデモは大川隆法の指示によって行われた、ということが大川自身の口から語られた。フライデー廃刊のデモを行えば、意地になってフライデーを廃刊しないだろうと考えてわざとデモをしたという。理由は講談社を赤字に追い込むためで、フライデーはデモを行う前から赤字だったという。

### 手紙の送付
幸福の科学会員らは9月2日から6日までの間、抗議の手紙を作成し、これを講談社役員及び従業員らの自宅・職場に対して送付した。

## 報道された主な裁判等

### 宗教法人幸福の科学による法的措置
「代表者が精神に病を持つ者であるかのような誤った記事で名誉を傷つけられた」として幸福の科学が『フライデー』発行元の講談社および執筆者に対し500万円の損害賠償と謝罪広告を求め提訴（1991年9月2日）
訴状は『フライデー』1991年8月23・30日合併号（8月9日発売）に、大川が幸福の科学創設前に別の宗教団体の人生相談室を訪れノイローゼの相談をした、との談話を含む記事を掲載し誤った印象を読者に与えたと主張。
裁判は他の3事件と併合して審理され、第一審の東京地裁（藤村啓裁判長）は「宗教団体主宰者が厳しい批判の対象となることは自明」、「社会的評価を低下させるほどのものではない」として原告側の訴えを棄却（1996年12月20日）、控訴審（東京高裁平成10年11月26日）・上告審（最高裁第二小法廷平成11年7月16日）でもこの件に関する幸福の科学の主張は認められなかった。
幸福の科学が講談社の野間佐和子社長ら3名を名誉棄損罪で警視庁に告訴（1991年9月6日）
告訴状は『フライデー』1991年8月23・30日合併号（8月9日発売）が大川からノイローゼの相談を受けたという人物の談話を入れた記事を掲載し、誤った印象を一般読者に与えたとするもの。
警察庁大塚署は野間佐和子社長および『フライデー』編集長ら3名を名誉毀損容疑で東京地検に書類送検（1993年1月27日迄の時点）。
「虚偽の記事で名誉を傷つけられた」として、幸福の科学が講談社を相手に2000万円の損害賠償と謝罪広告を求め東京地裁に提訴（1991年9月20日）
訴状は講談社は『フライデー』1991年8月23・30日号に大川代表が「分裂症気味でうつ病状態」などとする虚偽の記事を掲載し、原告の抗議を無視して『週刊現代』1991年9月28日号（9月16日発売）に「ナチスのような団体」などと誹謗中傷する記事を掲載したと主張。
続いて幸福の科学は、『週刊現代』1991年7月6日号（同年6月24日発売）に掲載された記事が名誉毀損であるとして講談社に2000万円の損害賠償を請求
問題とされたのは「内幕摘出リポート『3000億円集金』をブチあげた大川隆法の“大野望”」と題して、段ボール箱で現金搬入していたなどと虚偽を記載した記事。
幸福の科学側による上告審で最高裁（福田博裁判長）は、「記事の内容が真実であると信じたことに相当な理由があったとは言えない」として講談社勝訴の控訴審判決を破棄、東京高裁に審理を差し戻した（1999年7月9日）。
差戻し審で東京高裁（瀬戸正義裁判長）は、「確実な裏取り取材を行わなかった」などとして講談社側に200万円の支払いを命じる、幸福の科学逆転勝訴の判決を言い渡した（2000年10月25日）。
最高裁は講談社側の上告を棄却、差戻し審の高裁判決が確定した（2001年6月12日）。
幸福の科学は、『フライデー』1991年10月4日号（同年9月20日発売）に掲載された記事が名誉毀損であるとして、講談社側に5000万円の損害賠償を請求
問題とされたのは、幸福の科学に対して重大な契約違反を犯したことで契約解除されるという紛議関係にあった対立当事者の一方的言い分だけを取り上げて、幸福の科学が社会常識が通じない存在であるかのように述べた記事。
東京地裁は、幸福の科学の請求を棄却していたが（1997年4月）、控訴審において東京高裁（加茂紀久男裁判長）は、「激しい対立関係が既に生じている相手方に関する記事を書くには一層の慎重さが要求されるのであり、そうでなければ無責任な単なる意趣返しの記事に終わる危険がある」と指摘し、幸福の科学への直接取材もせずに記事としたのは「あまりにも軽率」と認定して、講談社側に100万円の損害賠償を認める、幸福の科学逆転勝訴の判決を言い渡した（1998年11月16日）。
幸福の科学会員による講談社への損害賠償請求訴訟で勝訴した講談社のコメントにより、名誉が傷つけられたとして、幸福の科学が講談社に5000万円の支払いを求め東京地裁に提訴（1994年9月30日）
問題の訴訟は福岡高裁の控訴審で、そこでの判決では幸福の科学側の控訴が棄却されたが、その際講談社は「不当な言論妨害に正当な判断が下された」などとコメントし一部新聞に報道された。訴状はこのコメントが「幸福の科学が反社会的な団体との誤解を生じさせる」などと主張した。
東京地裁（岡光民雄裁判長）は「言論妨害という表現に問題はあっても違法とまでは言えない」として請求を棄却（1995年5月31日）。
控訴審でも東京高裁（石井健吾裁判長）は「コメントは当事者の見解として許容される範囲だった」として控訴を棄却した(1996年2月28日) 

### 大川隆法個人による法的措置
幸福の科学大川隆法が、「誤った記事で名誉を傷つけられた」として講談社と執筆者を相手に1000万円の損害賠償と謝罪広告を求め東京地裁に提訴（1993年3月9日）
問題とされた記事は1991年9月2日の幸福の科学に提訴された記事と同じもので、裁判ではこれを含めてあわせて4事件が併合して審理された。
第一審の東京地裁（藤村啓裁判長）は「宗教団体主宰者が厳しい批判の対象となることは自明」、「社会的評価を低下させるほどのものではない」として原告側の訴えを棄却し（1996年12月20日）、控訴審（東京高裁平成10年11月26日）・上告審（最高裁第二小法廷平成11年7月16日）でもこの件に関する大川の主張は認められなかった。

### 幸福の科学出版による法的措置
宗教法人幸福の科学の関連会社（出版部門である）幸福の科学出版株式会社が、名誉を傷つけられたなどとして、講談社および編集者らに約30億円の損害賠償を求め東京地裁に提訴
問題とされたのは『フライデー』『週刊現代』などに1991年9月から11月にかけて掲載された、幸福の科学出版の経済状況が芳しくないとの印象を与える内容などの記事。
東京地裁（飯田敏彦裁判長）は「記事の一部は原告の社会的評価を低下させ、名誉棄損が成立する」とし講談社側に計100万円の支払いと命じた（1998年7月21日）。
控訴審で東京高裁（小川英明裁判長）は「記事は公共の利害に関するもので、公益を図る目的で書かれた」とし一審の東京地裁判決を取り消して原告側の請求を棄却（2000年7月18日）。
上告審で最高裁第二小法廷（福田博裁判長）は二審判決を支持して幸福の科学側の上告を退け、講談社側の勝訴が確定（2002年1月18日）。

### 幸福の科学会員による法的措置
講談社による反幸福の科学キャンペーンによって、幸福の科学の会員の心が傷つけられたとして、合計3000名近くの会員が、全国7か所の裁判所において、「宗教上の人格権（宗教的人格権）」侵害を根拠として掲げて次々に提訴した。幸福の科学側はこれを「精神的公害訴訟」と呼んで報道被害による風評被害の実態を告発した。
幸福の科学の首都圏在住の会員707名（「講談社フライデー全国被害者の会」会長・副会長だった景山民夫・小川知子を含む）が「悪意に満ちた記事で精神的苦痛を受けた」として講談社および『フライデー』編集長ら6名を相手に損害賠償を求め東京地裁に提訴（1991年9月25日）
訴状は『フライデー』『週刊現代』『月刊現代』などの幸福の科学の大川と幸福の科学を中傷する記事により、同会会員の「宗教上の人格権」が侵害されたなどとし、講談社・各誌編集長・記事の執筆者らに対し、会員1名あたり100万円（総額7億700万円）の賠償を求めるもの。
東京地裁（相良朋紀裁判長）は「間接的に自己の信仰生活の平穏が害されたに過ぎず、法的救済の対象にはなり得ない」として訴えを棄却（1993年5月21日）。
幸福の科学側は控訴したが、控訴審で東京高裁（加茂紀久男裁判長）は、景山・小川個人に対する名誉毀損を認めて講談社および執筆者の島田裕巳に計60万円（講談社が2名にそれぞれ25万円、島田が景山に10万円）の慰謝料の支払いを命じ、「会員の宗教的人格権が侵害された」との主張については控訴を棄却（1995年10月30日）。
上告審で最高裁第1小法廷（井嶋一友裁判長）は2審判決を支持し、双方の上告を棄却して（1999年3月25日）、景山・小川一部勝訴の東京高裁判決が確定した。
関西在住の幸福の科学会員739名は同様に、講談社および各誌編集長ら6名を相手に計7億3900万円の慰謝料支払いを求め大阪地裁に提訴（1991年10月4日）
訴状は上記の東京地裁への提訴と同様で、講談社側は「言論封じが目的であり訴え自体が不適法」として却下を求めた。
大阪地裁（武田多喜子裁判長）は、記事は「大川代表個人や教団の名誉などを侵害した可能性はある」としたものの、「宗教上の人格権」を「平穏な信仰生活を営む社会生活上・私生活上の人格的利益」として捉えつつ、「原告側の主張は、記事で単に宗教的感情が侵害されたというのに過ぎず、宗教的行為や信仰生活まで侵害されたとは言えない」「宗教上の感情自体は法的利益として認められない」として訴えを棄却（1993年2月26日）。
幸福の科学側はこれを不服として大阪高裁に控訴したが（1993年3月4日）、大阪高裁（野田殷稔裁判長）は一審判決を支持し控訴を棄却した（1994年10月18日）。
九州・沖縄の幸福の科学会員325名が同様に3億2500万円の損害賠償を求めて福岡地裁に提訴（1991年10月11日）
第一回口頭弁論では3名の会員が「記事で心を踏みじにられた」と述べ、講談社側が「批判的言動を封じるための提訴」「訴える権利の乱用」として却下を求めた（1992年1月28日）。
福岡地裁（石井宏治裁判長）は、「宗教上の人格権」の内容を「原告ら主張の内容の右宗教上の人格権は、静穏な宗教的環境の下で信仰生活を送る利益ととらえることができる」としたものの、「中傷したとされる対象は幸福の科学ないし大川で、原告ら個人ではない」として原告の請求を棄却した（1993年3月23日）。
控訴審で福岡高裁（鍋山健裁判長）は、一審判決を支持して原告側の控訴を棄却。裁判長は同様の訴訟を踏まえて記事の内容を詳細に分析し、「宗教批判の自由も保障されるべき」としつつ宗教報道の基準を明確に打ち出した上で、「フライデーなどの記事は反論の機会を与えず節度ある批判という原則を逸脱した疑いが強い」と原告側の主張に一定の理解を示したものの、原告の請求については「名誉棄損の可能性があるのは幸福の科学と大川であり、原告らの精神的苦痛は間接的なもの」として退けた。原告側はこれを「勝訴に近い画期的判決」であると評価、講談社側は「正当な司法判断」と述べた
中部五県の幸福の科学会員563名が同様に5億6300万円の損害賠償を求めて名古屋地裁に提訴（1991年10月18日）第一回口頭弁論後には「講談社フライデー全国被害者の会」会長の景山民夫と副会長の小川知子が記者会見を開催（1992年2月21日）。
名古屋地裁（佐藤陽一裁判長）は「講談社などによる批判は、社会に許容された受忍限度を越えるものとは言えない」などとして原告の請求を棄却（1993年3月26日）。
控訴審で名古屋高裁（土田勇裁判長）は信者らの訴えを棄却（1993年12月24日）。
原告団はこれを不服として最高裁に上告した（1994年1月6日）。
北海道内の幸福の科学会員188名が同様に1億8千万円の損害賠償を求めて提訴（1991年11月15日）
一審は会員敗訴（1993年11月12日）、控訴審でも札幌高裁（清水悠爾裁判長）は「信者は直接の当事者ではなく、被害は認められない」として一審判決を支持し控訴を棄却（1994年12月15日）
青森・岩手・宮城・福島在住の幸福の科学会員177名が同様の損害賠償を求めて仙台地裁に提訴（1991年11月22日）
一審は請求を棄却。
控訴審で仙台高裁（武田平次郎裁判長）は一審判決を支持し「記事は幸福の科学や大川個人に向けられたもの。原告の利益を直接に侵害する行為とはいえない」「仮に記事が捏造であるにしても、大川への損害賠償以外に原告に対しても賠償しなければ償えない損害があるとはいえない」として原告側の控訴を棄却（1995年9月5日）。
四国在住の幸福の科学会員188名が同様の損害賠償を求めて徳島地裁に提訴（1991年11月29日）>
会員側敗訴の一審判決は、1993年8月までに出され、会員側は控訴した

### 日刊現代・講談社による法的措置
日刊現代社が「信徒と称する者による筋違いの抗議電話で新聞編集などの仕事が出来なくなった」として幸福の科学による業務執行妨害禁止の仮処分を東京地裁に申請、また幸福の科学を偽計業務妨害罪などで警視庁築地署に告訴（1991年9月6日）
申立書は、「幸福の科学」の信徒と称する者が日刊現代社に対し『フライデー』の記事への抗議行動として9月2日午前8時半ごろから5日間100時間以上抗議文書のファクシミリ送信や抗議電話を続けていると主張。また『フライデー』発行元の講談社と日刊現代社は、編集・組織上別会社で「見当を欠いた行為」と指摘。
講談社が幸福の科学の会員による抗議行動が相次ぎ業務し支障が出ているとして幸福の科学および大川を相手に業務執行妨害禁止の仮処分を東京地裁に申請（1991年9月10日）
講談社は、9月2日から6日にかけて同社の電話やファクスに社長退陣などを求める抗議が殺到したほか、会員が同社に押しかけて役員との面会を強要するなどしていると主張。
講談社は9月5日、幸福の科学代表の大川隆法に対し「業務への妨害行動をやめなければ刑事告訴もありうる」とした内容の警告書を発送しており、これに対し幸福の科学は「本部から（抗議行動についての）指示は出ていない」としていた。
東京地裁は、抗議行動は「教団と大川の指示によるものと一応認められる」「正当な抗議行動とはいえない」としたものの、「抗議行動はすでに終了した」として申し立てを却下。
講談社が幸福の科学代表の大川隆法および代表役員8名を「抗議運動で会社の業務を妨げられ、名誉や信用も傷つけられた」として威力業務妨害などの容疑で東京地検に告訴（1991年9月13日）
講談社は、9月2日から9月6日にかけて大川と幸福の科学信徒らが共謀して講談社本社に押しかけ、抗議電話やファクス送信で抗議文書を送りつけて通信機能を麻痺させるなどしたほか、「講談社は他の宗教団体と癒着している」「講談社はやくざを使って署名妨害している」などと宣伝し、これらが住居侵入罪や威力業務妨害罪、偽計業務妨害罪、名誉棄損罪などにあたると主張。
講談社が「信徒の抗議運動で業務を妨害され、信用も傷つけられた」として幸福の科学を相手に2億円の損害賠償と謝罪広告を求め東京地裁に提訴（1991年9月20日）
訴状の内容は上記の東京地検への告訴と同様で、「抗議の手紙は二万通に達し、同教団の組織的な妨害活動」などと主張。
東京地裁（藤村啓裁判長）は、抗議行動は「統一的指揮・指令に基づく業務妨害行為」で「講談社の業務に著しい支障をきたしたことは明らか」とし、違法性を認めて幸福の科学に1000万円を支払うよう命じた（1996年12月20日）。
控訴審で東京高裁（青山正明裁判長）は一審判決を変更、教団の賠償額を約120万円に減額し、幸福の科学側の主張も認めた形となった（1998年11月25日）。
上告審で最高裁第二小法定は幸福の科学の上告を棄却して判決が確定した（1999年7月16日）。

### 「講談社フライデー全国被害者の会」の署名集めに関連する事件
幸福の科学会員である熊本市東部の市立中学校の男性教諭が生徒から『フライデー』廃刊を求める署名を集めた事件（1991年9月20日）
教諭は9月19日までに署名した生徒の家庭に謝罪を行ったが、署名簿は「講談社フライデー全国被害者の会」に提出されていた。文部省は教育の基本に関わる行為とし、熊本県教育委員会を通じて学校関係者から事情を聞く方針を表明。
熊本県教育委員会は教諭を地方公務員法二九条（職務怠慢）に基づいて戒告処分とした。

## 主な民事裁判の一覧表
| 原告                | 被告                                | 訴えの内容（問題とされた記事の掲載誌など） | 裁判経過 | 結果                                                                 |
| ------------------- | ----------------------------------- | --- | --- | -------------------------------------------------------------------- |
| 宗教法人 幸福の科学 | 講談社                              | 幸福の科学の主張下記記事1・2・4は虚偽の内容を含み、記事3は虚偽の印象を読者に与える。これらは名誉毀損であり損害賠償と謝罪広告を求める 記事1・2掲載誌『週刊現代』H3.6.24発売7.6号 記事3・4掲載誌『週刊現代』H3.9.16発売9.28号 | 第一審東京地裁 H8.4.26 差戻前控訴審東京高裁 H10.2.19 差戻前上告審最高裁第二小法廷 H11.7.9 差戻後控訴審東京高裁 H12.10.25 差戻後上告審最高裁第三小法廷 H13.6.12 | 請求を一部認容 （記事1・3のみ）                                      |
| 宗教法人 幸福の科学 | 講談社                              | 幸福の科学の主張下記の虚偽を含む記事1・2・3による名誉毀損について損害賠償と謝罪広告を求める 記事1・2・3掲載誌『フライデー』H3.9.20発売10.4号 | 第一審東京地裁 H9.4.25 控訴審東京高裁 H10.11.16 （確定） | 請求を一部認容 （記事3のみ）                                         |
| 宗教法人 幸福の科学 | 講談社                              | 幸福の科学の主張宗教施設建立にかかわる誹謗中傷記事の名誉毀損 記事部分1・3・4・5・6掲載誌『週刊現代』H8.1.29発売2.10号 | 第一審東京地裁 H12.7.18 控訴審東京高裁 H13.5.31 （確定） | 請求を一部認容 （記事4・5・6のみ）                                   |
| 宗教法人 幸福の科学 | 講談社の執筆者                      | 幸福の科学の主張虚偽の事実を多数摘示し、幸福の科学の名誉信用を著しく毀損したとして、損害賠償額五〇〇〇万円を求める。 記事掲載誌『ニュースパッケージ・チェイス』シリーズH4.1.25発売89号 | 第一審東京地裁 H8.10.4 （確定） | 請求を一部認容                                                       |
| 宗教法人 幸福の科学 | 講談社                              | 幸福の科学の主張下記の記事により、宗教団体の中核部分ともいえる幸福の科学の「尊さ」が傷つけられ、幸福の科学の社会的評価が低下したため損害賠償と謝罪広告を求める 記事部分1・2・3・4掲載誌『週刊現代』H3.7.22発売8.3号 | 第一審東京地裁 H9.1.20 （控訴審） | 請求を棄却 （第一審時点）                                            |
| 宗教法人 幸福の科学 | 講談社・ 編集人・ 執筆者            | 幸福の科学の主張下記の虚偽を含む記事により、幸福の科学は社会的評価を著しく低下させられるとともに宗教活動に重大な支障が生じたため、損害賠償と謝罪広告を求める 記事掲載誌『フライデー』H3.8.9発売8.23-30合併号 | 第一審東京地裁 H8.12.20 控訴審東京高裁 H10.11.26 上告審最高裁二小法廷H11.7.16 ※「甲事件」として他3事件と併合審理                                               | 請求を棄却                                                           |
| 宗教法人 幸福の科学 | 講談社                              | 幸福の科学の主張講談社およびその広報室長Sが発表した判決（福岡高裁H6.9.16判決、講談社勝訴）についてのコメントに従って掲載された新聞記事により名誉、信用が毀損されたため損害賠償と謝罪広告を求める | 第一審東京地裁 H7.5.31 控訴審東京高裁 H8.2.29 （上告審） | 請求を棄却 （控訴審時点）                                            |
| 幸福の科学出版      | 講談社・ 編集人ら                   | 幸福の科学出版の主張幸福の科学出版の経済状況が芳しくないとの印象を与える内容の記事で名誉を傷つけられたとして、講談社および編集者らに約30億円の損害賠償を求める 記事掲載誌1991年9月から11月にかけて、『フライデー』『週刊現代』『月刊現代』に掲載された計7記事 | 第一審東京地裁H10.7.21 控訴審東京高裁 H12.7.18 上告審最高裁第二小法廷 H14.1.18                                                                                 | 請求を棄却                                                           |
| 大川隆法            | 講談社・ 編集人・ 執筆者            | 大川隆法の主張下記の虚偽を含む記事により、大川隆法は社会的評価の低下によって精神的苦痛を被り、また書籍の販売の売上げを通じての布教活動に支障を来したことによっても精神的苦痛を受けたため損害賠償と謝罪広告を求める 記事掲載誌『フライデー』H3.8.9発売8.23-30合併号 | 第一審東京地裁 H8.12.20 控訴審東京高裁 H10.11.26 上告審最高裁二小法廷 H11.7.16 ※「丙事件」として他3事件と併合審理                                              | 請求を棄却                                                           |
| 大川隆法            | 講談社・ 同広報室長                 | 大川隆法の主張講談社が9月5日に本社正門玄関に設置した警告文によって大川隆法の社会的評価が低下したため、これによる精神的苦痛に対する損害賠償と謝罪広告を求める | 第一審東京地裁 H8.12.20 控訴審東京高裁 H10.11.26 上告審最高裁二小法廷 H11.7.16 ※「丁事件」として他3事件と併合審理                                              | 請求を棄却                                                           |
| 幸福の科学会員      | 講談社・ 同社長・ ほか5名           | 原告（201名）の主張被告らが講談社の発行する定期刊行雑誌に宗教法人「幸福の科学」及び代表役員大川隆法に関する誹謗中傷記事を執筆・掲載及び出版等をしたことによって幸福の科学の正会員である原告らの宗教上の人格権を侵害したとして不法行為に基づく慰謝料を請求する 記事掲載誌『フライデー』H3.8.23-30合併号、9.6号、9.13号、9.20号、10.4号、10.11号、10.18号、10.25号 『週刊現代』H3.7.6号、9.28号、10.12号 『月刊現代』H3.10号             | 第一審札幌地裁 H5.11.12 控訴審札幌高裁 H6.12.14 （上告審） | 請求を棄却 （控訴審時点）                                            |
| 幸福の科学会員      | 講談社・ 同社長・ ほか5名           | 原告（180名）の主張講談社の出版発行する定期刊行雑誌に掲載された記事によって、宗教法人幸福の科学と原告らの信仰するその本尊の大川隆法が誹謗中傷され、幸福の科学の正会員である原告らの宗教上の人格権が侵害されたため、講談社らに対して慰謝料を請求する 記事掲載誌『フライデー』H3.8.23-30合併号、9.6号、9.13号、9.20号、9.27号、10.4号、10.11号、10.18号、10.25号 『週刊現代』H3.7.6号、9.28号、10.12号 『月刊現代』H3.10号               | 第一審仙台地裁 H5.4.28 控訴審仙台高裁 H7.9.5 （上告審） | 請求を棄却 （控訴審時点）                                            |
| 幸福の科学会員      | 講談社・ 同社長・ 編集人・ 執筆者等 | 原告（707名）の主張講談社発行の三種類の雑誌に掲載された宗教法人幸福の科学及び大川隆法に関する記事が中傷及び捏造の記事であって、右記事によって幸福の科学の正会員である原告らの宗教上の人格権が侵害されたため、各被告に対し慰謝料を請求する 記事掲載誌『フライデー』H3.8.23-30合併号、9.6号、9.13号、9.20号、10.4号、10.11号、10.18号、10.25号 『週刊現代』H3.7.6号、9.28号、10.12号 『月刊現代』H3.10号                                 | 第一審東京地裁 H5.5.21 控訴審東京高裁 H7.10.30 上告審最高裁第一小法廷 H11.3.25                                                                                 | 控訴審以後に主張された景山民夫・小川知子に関する請求について一部認容 |
| 幸福の科学会員      | 講談社・ 同社長・ 編集人・ 執筆者等 | 原告（563名）の主張事実の捏造又は誹謗中傷の程度が著しい見出しや表現を含む記事により、幸福の科学及び大川隆法を誹謗中傷してその名誉を棄損すると同時に、幸福の科学の正会員である原告らの宗教上の人格権を侵害し、また記事を読んだ他の人々から中傷され、迫害され、布教活動を妨害されるなどし、このため多大の精神的苦痛を被ったため被告らに対し慰謝料を請求する 記事掲載誌（公刊の判例では記事を示した「別紙一覧表」は省略）                 | 第一審名古屋地裁 H5.3.26 控訴審名古屋高裁 H5.12.24 上告審最高裁第一小法廷 H11.3.25                                                                             | 請求を棄却                                                           |
| 幸福の科学会員      | 講談社・ 同社長・ 編集人・ 執筆者等 | 原告（739名）の主張講談社らが捏造記事等を執筆掲載したことにより、宗教法人幸福の科学及びその主宰者で信仰の対象である大川隆法を誹謗中傷した結果、幸福の科学の正会員である原告らの宗教上の人格権を侵害し精神的損害を与えたため、慰藉料を請求する 記事掲載誌『フライデー』H3.8.23-30合併号、9.6号、9.13号、9.20号、10.4号、10.11号、10.18号、10.25号 『週刊現代』H3.7.6号、9.28号、10.12号                                                 | 第一審大阪地裁 H5.2.26 控訴審大阪高裁 H6.10.18 （上告審） | 請求を棄却 （控訴審時点）                                            |
| 幸福の科学会員      | 講談社・ 同社長・ ほか5名           | 原告（187名）の主張被告らは共謀の上、原告らが正会員となっている宗教法人幸福の科学及び同法人の代表役員である大川隆法を誹謗中傷する捏造記事を掲載し、幸福の科学の正会員である原告らに宗教上の人格権の侵害を含む種々の精神的損害を与えたため、被告らに対し慰謝料の連帯支払を求める 記事掲載誌『フライデー』H3.8.23-30合併号、9.6号、9.13号、9.20号、10.4号、10.11号、10.18号、10.25号 『週刊現代』H3.9.28号、10.12号 『月刊現代』H3.10号  | 第一審徳島地裁 H5.6.18 控訴審高松高裁 H6.10.25 （上告審） | 請求を棄却 （控訴審時点）                                            |
| 幸福の科学会員      | 講談社・ 同社長・ 編集人・ 執筆者等 | 原告（325名）の主張講談社らが宗教法人幸福の科学及びその主宰者で信仰の対象である大川隆法を誹謗中傷する記事を執筆掲載したことにより、幸福の科学の正会員である原告らの宗教上の人格権を侵害されたため、慰藉料を請求する 記事1掲載誌『フライデー』H3.8.23-30合併号 記事2掲載誌『週刊現代』H3.7.6号 記事3掲載誌『週刊現代』H3.9.28号 記事4掲載誌『週刊現代』H3.10.12号 記事5掲載誌『月刊現代』H3.10号 一覧として示されたもの上記を含め31記事 | 第一審福岡地裁 H5.3.23 控訴審福岡高裁 H6.9.16 （上告審） | 請求を棄却 （控訴審時点）                                            |
| 講談社              | 宗教法人 幸福の科学                 | 講談社の主張会員の抗議運動で業務を妨害され、信用も傷つけられたため幸福の科学に損害賠償と謝罪広告を求める | 第一審東京地裁 H8.12.20 控訴審東京高裁 H10.11.26 上告審最高裁二小法廷 H11.7.16 ※「乙事件」として他3事件と併合審理                                              | 請求を一部認容                                                       |

## 第三者の意見表明
日本ペンクラブが、講談社への抗議行動についての見解を幸福の科学へ送付する旨表明（1991年11月25日）。
見解は、幸福の科学の抗議行動は「全体として言論表現の自由を脅かす要素が多分にあった不穏当なもの」であるとし、活発な出版部門を有する幸福の科学に対し、言論による批判に対して言論で応じることを促すもの。

## 朝日新聞の報道姿勢についての幸福の科学の見解
幸福の科学は雑誌『ザ・リバティ』（幸福の科学出版株式会社、1999年11月号）において、上記の裁判報道で朝日新聞は、「幸福の科学」側の勝訴裁判を報道せず、新聞読者に「幸福の科学」が裁判全てに負けたような印象操作をし、これにより多くの人が講談社による報道被害事件の真実を知らないままにし、さらに報道被害を拡大させ「幸福の科学」に対する誤解を持続させる結果となったと主張。
ただし朝日新聞は1995年10月31日、1998年11月17日の記事において幸福の科学側の「一部勝訴」「勝訴」判決を報じており、1994年9月17日には講談社の「批判」が節度を逸脱した疑いがあるとの判決（1994年9月16日福岡高裁）について幸福の科学が「勝訴に近い」と評価したコメントを報じている。しかし、地裁での幸福の科学側の敗訴が、高裁での逆転判決となった（1998年11月16日）の判決を報道していない。また、高裁での逆転判決（2000年10月25日）の判決とその最高裁での確定判決を朝日新聞のみ報道していない。

## 幸福の科学と講談社の現在
現在、幸福の科学と講談社は事実上和解している。講談社は現在、幸福の科学批判記事を書かないようになっている。日刊ゲンダイは幸福の科学霊言を元に取材して幸福の科学（幸福実現党）を援護していた。。